# Trani Cup
Il Trani Cup è stato un torneo professionistico di tennis giocato sulla terra rossa, che ha fatto parte dell'ATP Challenger Tour. È stato disputato annualmente a Trani in Italia dal 2002 al 2011 tranne per l'anno 2008 in cui il torneo non è stato disputato.

## Singolare
| Anno | Campione                 | Finalista           | Punteggio        |
| ---- | ------------------------ | ------------------- | ---------------- |
| 2002 | Mariano Delfino          | Jiří Vaněk          | 6–4, 7–6(6)      |
| 2003 | Martín Vassallo Argüello | Francisco Fogues    | 6–3, 7–5         |
| 2004 | Filippo Volandri         | Francesco Aldi      | 6–1, 6–3         |
| 2005 | Lukáš Dlouhý             | Simone Bolelli      | 6–4, 6–4         |
| 2006 | Juan Pablo Guzmán        | Andreas Vinciguerra | 6–1, 3–6, 7–6(1) |
| 2007 | Flavio Cipolla           | Pablo Andújar       | 4–6, 6–2, 6–4    |
| 2008 | Non disputato            | Non disputato       | Non disputato    |
| 2009 | Daniel Köllerer          | Filippo Volandri    | 6–3, 7–5         |
| 2010 | Jesse Huta Galung        | Filippo Volandri    | 7–6(3), 6–4      |
| 2011 | Steve Darcis             | Leonardo Mayer      | 4–6, 6–3, 6–2    |

### Doppio
| Anno | Campione                                 | Finalista                                | Punteggio         |
| ---- | ---------------------------------------- | ---------------------------------------- | ----------------- |
| 2002 | Mariano Delfino (1) Roberto Álvarez      | Francisco Costa Francisco Cabello        | 4–6, 6–4, 6-2     |
| 2003 | Mariano Delfino (2) Matías O'Neille      | Leonardo Azzaro Gergely Kisgyörgy        | 6–3, 6–3          |
| 2004 | Massimo Bertolini Álex López Morón       | Martin Štěpánek Jan Vacek                | 2–6, 6–4, 6-3     |
| 2005 | Carlos Berlocq Cristian Villagrán        | Giorgio Galimberti Irakli Labadze        | 4–6, 6–2, 6-4     |
| 2006 | Leonardo Azzaro (1) Daniele Giorgini (1) | Daniel Muñoz de la Nava Alessandro Motti | 6–4, 3–6, [10–6]  |
| 2007 | Leonardo Azzaro (2) Daniele Giorgini (2) | Fabio Colangelo Alessandro Motti         | 6–2, 7–5          |
| 2008 | Non disputato                            | Non disputato                            | Non disputato     |
| 2009 | Jamie Delgado Jamie Murray               | Simon Greul Alessandro Motti             | 3–6, 6–4, [12–10] |
| 2010 | Matteo Trevisan Thomas Fabbiano          | Daniele Bracciali Filippo Volandri       | 6–3, 7–5          |
| 2011 | Jorge Aguilar Andres Molteni             | Stefano Ianni Giulio Di Meo              | 6–4, 6–4          |